# Los Mochis International Airport
Los Mochis International Airport är en flygplats i Mexiko.   Den ligger i kommunen Ahome och delstaten Sinaloa, i den västra delen av landet, 1 200 km nordväst om huvudstaden Mexico City. Los Mochis International Airport ligger 4 meter över havet.
Terrängen runt Los Mochis International Airport är platt. Runt Los Mochis International Airport är det ganska tätbefolkat, med 83 invånare per kvadratkilometer. Närmaste större samhälle är Los Mochis, 14,6 km nordost om Los Mochis International Airport. Omgivningarna runt Los Mochis International Airport är i huvudsak ett öppet busklandskap.